# Thomas Schweicker

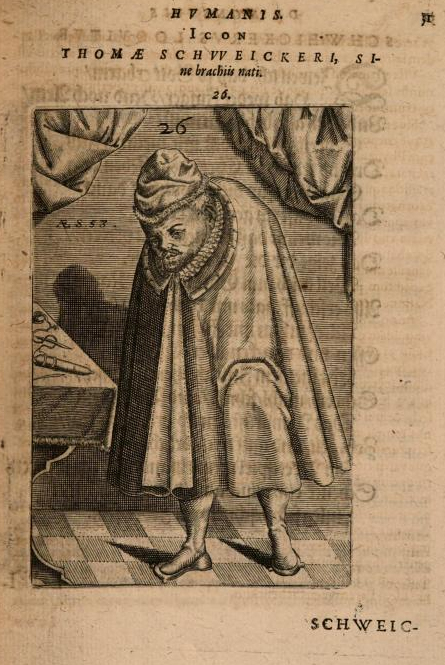
Thomas Schweicker

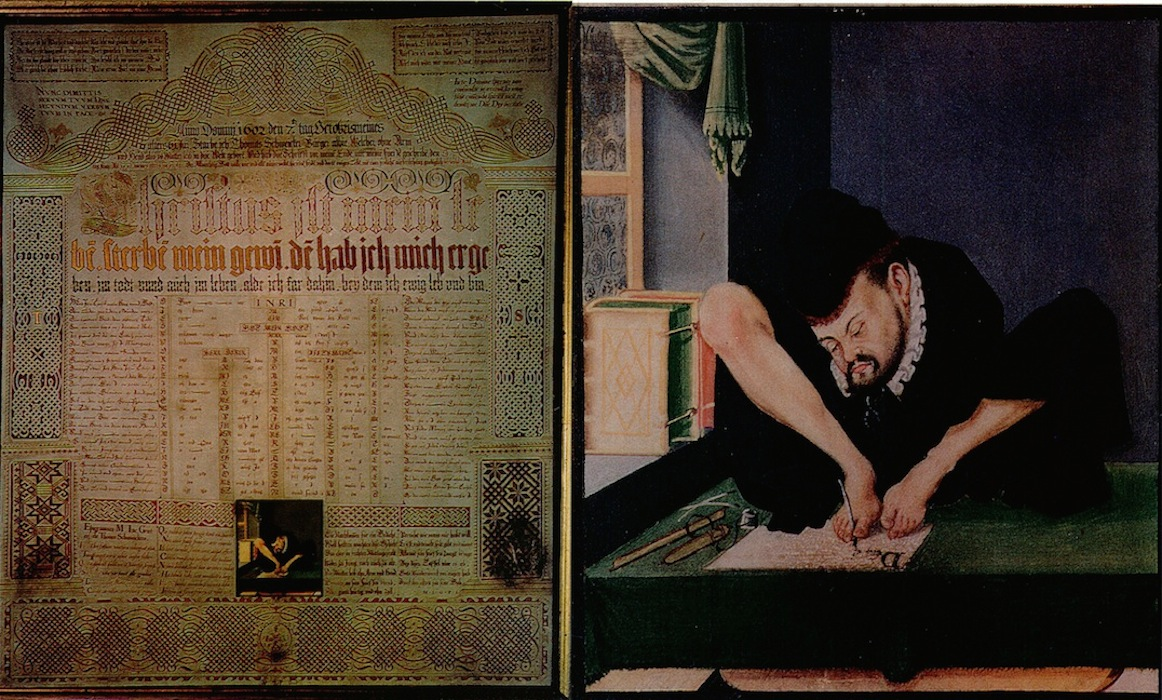
Von Schweicker kalligraphierte Sterbeurkunde mit einer Darstellung des Kunstschreibers bei seiner Arbeit (St. Michael, Schwäbisch Hall)

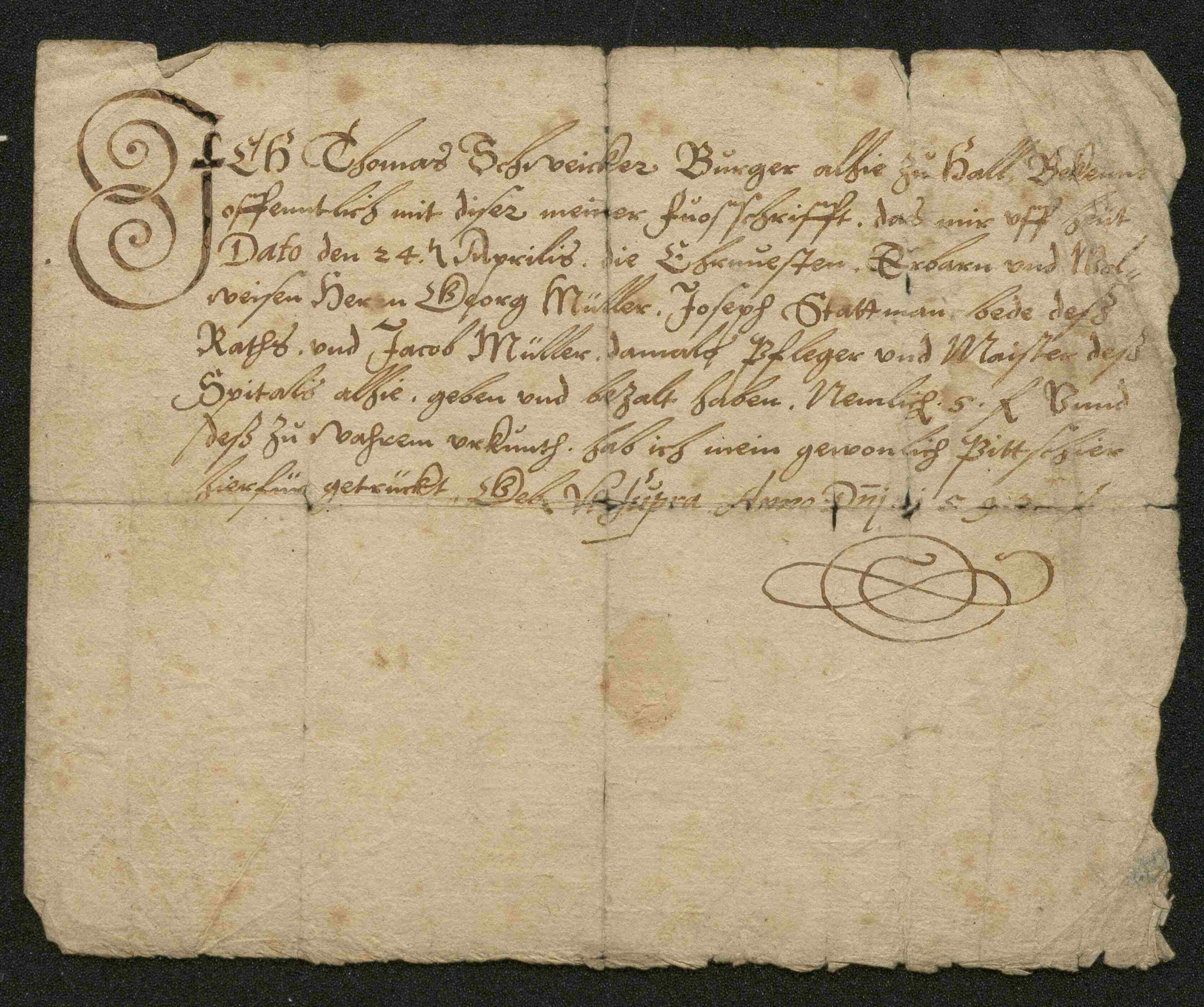
Thomas Schweicker, Bürger zu Schwäbisch Hall, quittiert durch Fußschrift den Empfang von 5 Gulden vom Spital zu Schwäbisch Hall. 1593 April 24

Thomas Schweicker (* 21. Dezember 1541 in Schwäbisch Hall; † 7. Oktober 1602 ebenda; nach anderen Angaben 1540 geboren) war ein armloser Kunstschreiber.

## Leben und Wirken
Thomas Schweicker wurde 1541 in der Reichsstadt Schwäbisch Hall als Sohn des Bäckers und Ratsherren Hans Schweicker und dessen Ehefrau Dorothee geboren. Vermutlich aufgrund einer sogenannten amniotischen Abschnürung fehlten ihm beide Arme (Amelie). Trotz seiner Behinderung besuchte er ab einem Alter von sieben Jahren die Schule und wechselte als Zwölfjähriger auf die Schwäbisch Haller Lateinschule. Er war nicht nur in der Lage, selbstständig alltägliche Verrichtungen, wie An- und Auskleiden oder Essen und Trinken, auszuführen, sondern er lernte auch, mit den Zehen seines rechten Fußes einen Federkiel zu halten und zu schreiben.
Er lebte im Hause seines Bruders David Schweicker auf dem Rosenbühl, wo heute eine Gedenktafel an ihn erinnert. Seine Fähigkeiten als Kalligraph (Schönschreiber) entwickelte er so weit, dass er damit nicht nur seinen Lebensunterhalt verdienen konnte, sondern zu einer Berühmtheit wurde. Abbildungen Schweickers sind in zahlreichen Veröffentlichungen und Flugschriften seiner Zeit wiedergegeben. Viele Besucher kamen nach Schwäbisch Hall, um ihn zu sehen und von ihm verfasste Schriftstücke zu erwerben. Zu ihnen gehörte auch Kaiser Maximilian II., der 1570 die Stadt besuchte und sich Schweickers Kunst vorführen ließ. Der Kaiser zeigte sich beeindruckt und überreichte ihm „selbst persönlich mit aigner Handt“ drei Doppeldukaten. 1584 ließ ihn der Kaiser nach Heidelberg holen, damit er vor dem dort versammelten Hofstaat seine Kunst zeige; Schweicker blieb bis 1598 in Heidelberg, wo er vor allem als Maler tätig war. Zum Dank erhielt er unter anderem einen kaiserlichen Wappenbrief.
Schweicker, den man als „großen Wundermann von Schwäbisch Hall“ bezeichnete, blieb ehelos und starb am 7. Oktober 1602 im Alter von 61 Jahren. Er wurde im Chor der Michaelskirche bestattet. Hier befindet sich einerseits sein Grabstein, andererseits die von ihm selbst kalligraphierte Sterbeurkunde als Probe seiner Kunst.
Die Thomas-Schweicker-Werkrealschule in Schwäbisch Hall ist nach ihm benannt.